# Adnane Aarbia
Adnane Aarbia (14 juli 1983) is een Marokkaans wielrenner. Hij heeft anno 2012 nog geen professionele koersen gewonnen, maar werd desondanks in 2010 geselecteerd voor de Marokkaanse selectie tijdens het wereldkampioenschap wielrennen voor elite. Hij speelde echter geen rol van betekenis.

## Grote rondes
Geen